# Chora Sfakion
Chora Sfakion (Grieks: Χώρα Σφακίων) is een plaats op het Griekse eiland Kreta. Het is de belangrijkste plaats van de bergachtige fusiegemeente en regio Sfakia. Het havenstadje ligt aan de voet van de Lefka Ori (Witte Bergen), aan de Libische Zee. De afstand tot de stad Chania aan de noordkust is 74 kilometer.
Chora Sfakion is bekend als de haven waarheen bezoekers van de beroemde Samariakloof vanaf het eindpunt Agia Roumeli per boot worden vervoerd, alvorens ze per bus teruggaan naar hun verblijfplaatsen aan de noordkust van het eiland. Behalve bij deze dagelijkse eenmalige stroom voorbijgangers is het plaatsje al tientallen jaren beroemd als standplaats van fervente wandelaars. Vanwege zijn positie is het de ideale startplaats van bergwandelingen door de Lefka Ori en de vele kloven die in het gebied te vinden zijn. De bekendste kloven zijn de Samariakloof, de Aradenakloof en de Imbroskloof. Chora Sfakion ligt te midden van diverse kiezelstranden, zoals Sweetwater Beach (Zoetwaterstrand), Ilingas aan de voet van de gelijknamige kloof, het dorpsstrand Vrisi Beach (Bronnenstrand), Amoudi en Filaki.
De inwoners richten zich vooral op toerisme, vissen, het kweken van olijven en de productie van olijfolie, het hoeden van schapen en geiten en het maken van kaas. Chora Sfakion is de enige plaats in heel Griekenland welke nooit door een vijandige macht bezet is geweest. Het dorp en de streek hebben in het verleden veel verzet gepleegd tegen mogelijke overheersers, waarvan de Venetiërs, de Turken en, tijdens de Tweede Wereldoorlog, de Duitsers, de bekendste zijn. Op 31 mei 1941 heeft de lokale bevolking vele geallieerde troepen uit Nieuw-Zeeland en Australië helpen evacueren vanuit de haven van Chora Sfakion. Het dorp is vervolgens gebombardeerd door de Duitsers, waarbij veel gebouwen werden verwoest.
De weg richting Chania voert over de Askifouhoogvlakte, de enige andere uitvalsweg is langs de zuidkust richting het oosten naar Plakias. In de buurt liggen onder andere de dorpen Loutro (enkel bereikbaar via boot), Frangokastello (met de ruïne van een Venetiaans fort), Imbros (de start van de gelijknamige kloof) en Anopolis (in de bergen aan de voet van de Pachnes). Ten zuiden liggen in de Libische Zee de eilandjes Gavdos en Gavdopoula, waarvan het eerste bewoond is en een verbinding per veerboot heeft met Sfakia en Paleochora. Gavdos is het meest zuidelijke punt van Europa.

## Foto's

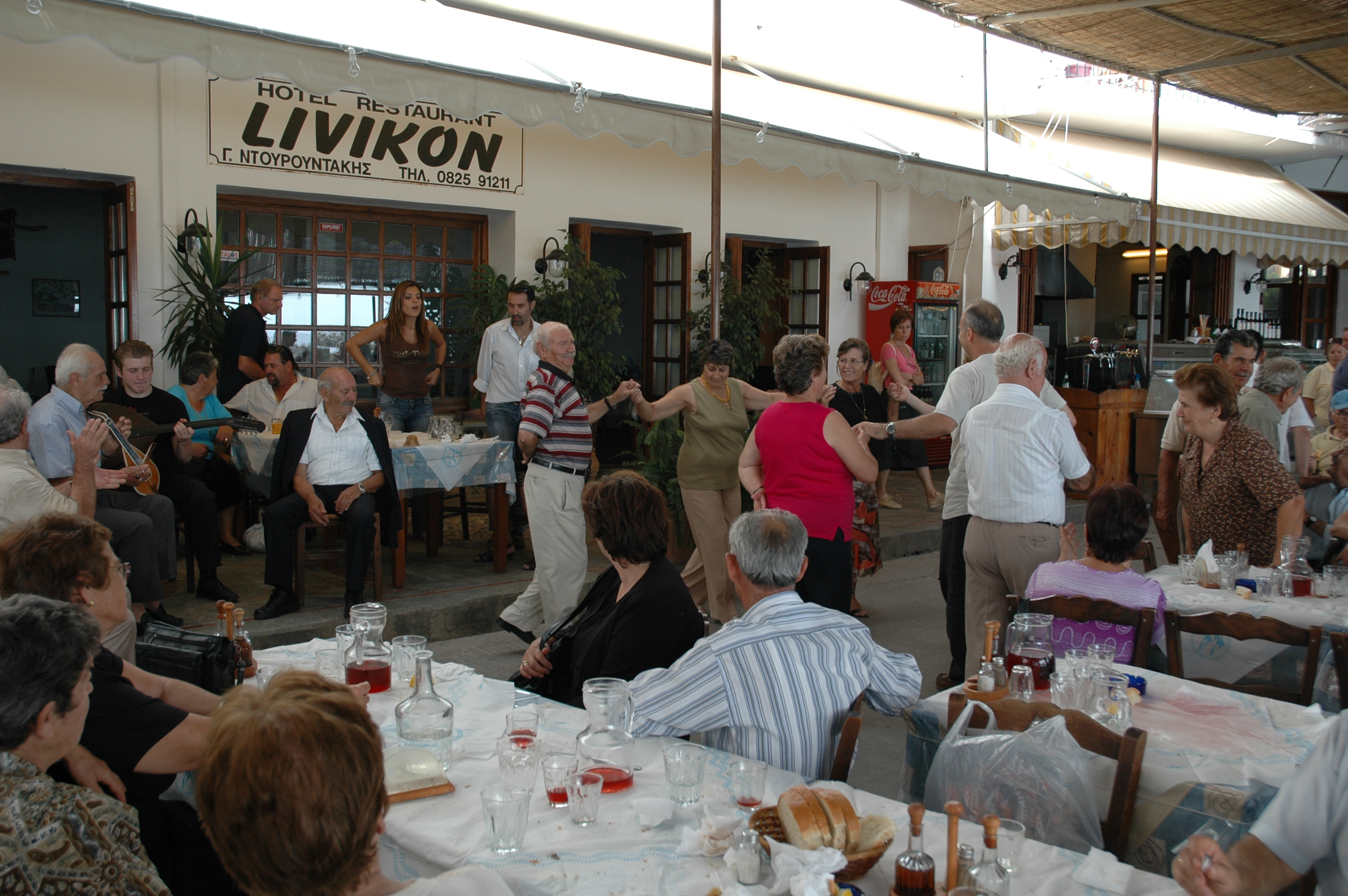
Spontane dans op de boulevard in Sfakia